# Conradin de Hohenstaufen
Conrad de Hohenstaufen, numit Conradin sau Conrad cel Tânăr (în germană Konrad der Junge; n. 25 martie 1252, Castelul Wolfstein, Landshut – d. 29 octombrie 1268, Neapole), ultimul moștenitor legitim de sex masculin din dinastia Staufer, a fost duce al Suabiei (1254–1268 sub numele Conrad al IV-lea), rege al Ierusalimului (1254–1268 sub numele Conrad al III-lea) și rege al Siciliei (1254–1258 sub numele Conrad al II-lea).
Numele Conradin folosit deseori de istorici, are ca origine diminutivul Corradino din limba italiană populară.

## Biografie

### Primii ani
Conradin a fost fiul regelui romano-german Conrad al IV-lea și al soției sale Elisabeta de Wittelsbach.
După moartea tatălui său la 21 mai 1254 tutela lui Conradin a fost dată celor doi unchi ai săi, ducii Bavariei Ludovic al II-lea și Henric al XIII-lea. Conradin a crescut la curtea unchiului său Ludovic al II-lea, împreună cu Frederic de Baden-Austria, care avea aproximativ aceeași vârstă și al cărui tată murise de asemenea.
Moștenirea italiană a lui Conradin a fost administrată de unchiul său Manfred al Siciliei care s-a încoronat ca rege al Siciliei pe 10 august 1258, după apariția zvonului că nepotul său a murit. În 1255 papa Alexandru al IV-lea le ceruse vasalilor și nobililor din Ducatul Suabiei să renunțe la susținerea lui Conradin și le interzisese să-l voteze la dubla alegere regală din 1256/1257. Nici Ottokar al II-lea al Boemiei nu a susținut candidatura lui Conradin. Ducele Ludovic al II-lea și-a dat în cele din urmă votul lui Richard de Cornwall, în schimbul sumei de 12 000 de mărci și a căsătoriei cu nepoata regelui englez, cu condiția ca lui Conradin să-i fie permisă păstrarea ducatului și a moștenirii Staufen.
În septembrie 1266 Conradin s-a căsătorit prin procură cu Sofia, fiica de opt ani a margrafului Dietrich de Landsberg.
Prin certificatul din 11 ianuarie 1267 emis la Engen a fost confirmată contelui Rudolf de Habsburg primirea feudei imperiale care aparținuse ultimilor conți de Kyburg.

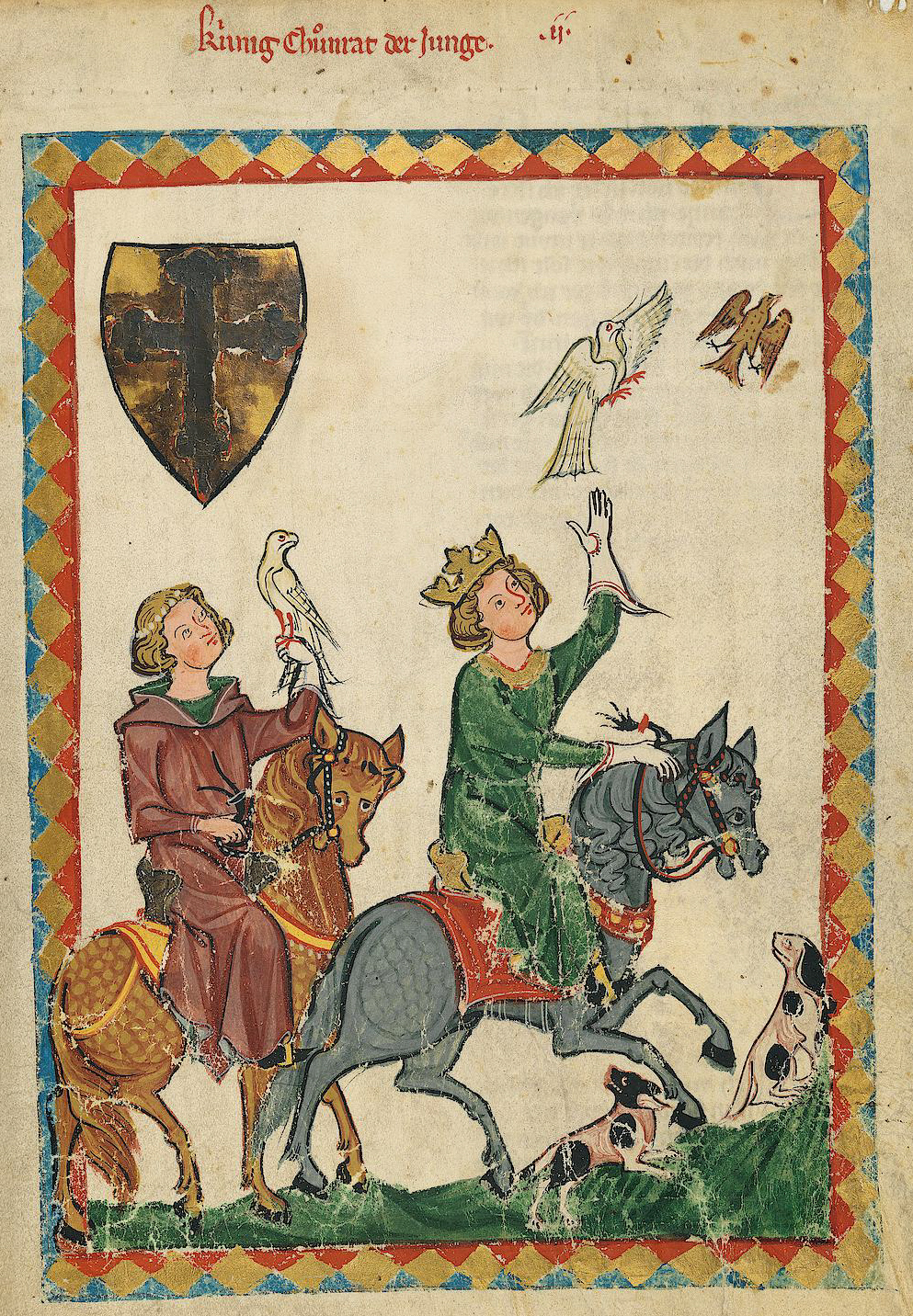
Conradin, nepotul lui Frederic al II-lea, împreună cu prietenul său Frederic de Baden-Austria la vânătoare cu șoimi (Codex Manesse, Biblioteca Universității Heidelberg, Codex Pal. Germen. 848, fol. 7r.)

### Incursiunea în Italia
După ce Conradin nu a găsit în imperiu ajutorul necesar pentru a deveni rege romano-german, el și susținătorii săi s-au concentrat asupra moștenirii Hohenstaufen din sudul Italiei unde Carol I de Anjou, sprijinit de papa Clement al IV-lea, preluase puterea și îl învinsese pe Manfred al Siciliei în 1266 în Bătălia de la Benevento. La sfârșitul verii anului 1267 Conradin a organizat o incursiune militară în Italia cu sprijinul unchiului său, ducele Ludovic al II-lea de Bavaria, al tatălui său vitreg, contele Meinhard al II-lea de Gorizia-Tirol, al prietenului său din copilărie Frederic de Baden-Austria, și beneficiind de bunăvoința Ghibelinilor. Pe 18 noiembrie 1267 papa Clement al IV-lea l-a excomunicat pe Conradin deoarece încă din vremea lui Henric al VI-lea, Sfântul Scaun se simțea amenințat de stăpânirea Hohenstaufen în sudul Italiei și dorea să împiedice restabilirea acesteia.
La Verona Conradin a primit sprijin de la Mastino I della Scala (din familia Ghibelinilor), dar întreaga acțiune a încetat, probabil din motive financiare. S-a hotărât rămânerea pe timpul iernii la Verona. Ducele Ludovic al II-lea și contele Meinhard al II-lea i-au refuzat lui Conradin orice ajutor suplimentar și i-au cerut plata rapidă a datoriilor. Astfel Conradin a trebuit să renunțe la multe dintre pretențiile sale legale cedând ca gaj ducelui Ludovic al II-lea proprietățile care îi reveneau ca duce al Suabiei (prin Donație Conradin).
Cu toate acestea, Conradin, însoțit de Frederic de Baden-Austria și Mastino I della Scala și de o armată de 3000 de oameni, a pornit spre sudul Italiei, a traversat Lombardia, care aparținea atunci în mare parte Guelfilor, și a ajuns la Pavia unde a primit din nou întăriri. Trecând prin Pisa și Siena a ajuns pe 24 iulie 1268 la Roma, unde a fost primit de Henric de Castilia, pe atunci senator al Romei. În ciuda sau poate datorită opoziției sale față de papă, Conradin a fost primit cu amabilitate la Roma. Henric de Castilia a întărit armata lui Conradin și s-a alăturat personal incursiunii. De la Roma Conradin a mers spre sud trecând prin Abruzzo cu o armată de aproximativ 4800 de oameni și un convoi de două ori mai mare. Destinația exactă nu este cunoscută, dar se crede că se îndreptau spre teritoriile rebele susținătoare ale familiei Staufer. Armata lui Conradin a fost învinsă pe 23 august 1268 în Bătălia de la Tagliacozzo de trupele lui Carol I de Anjou.

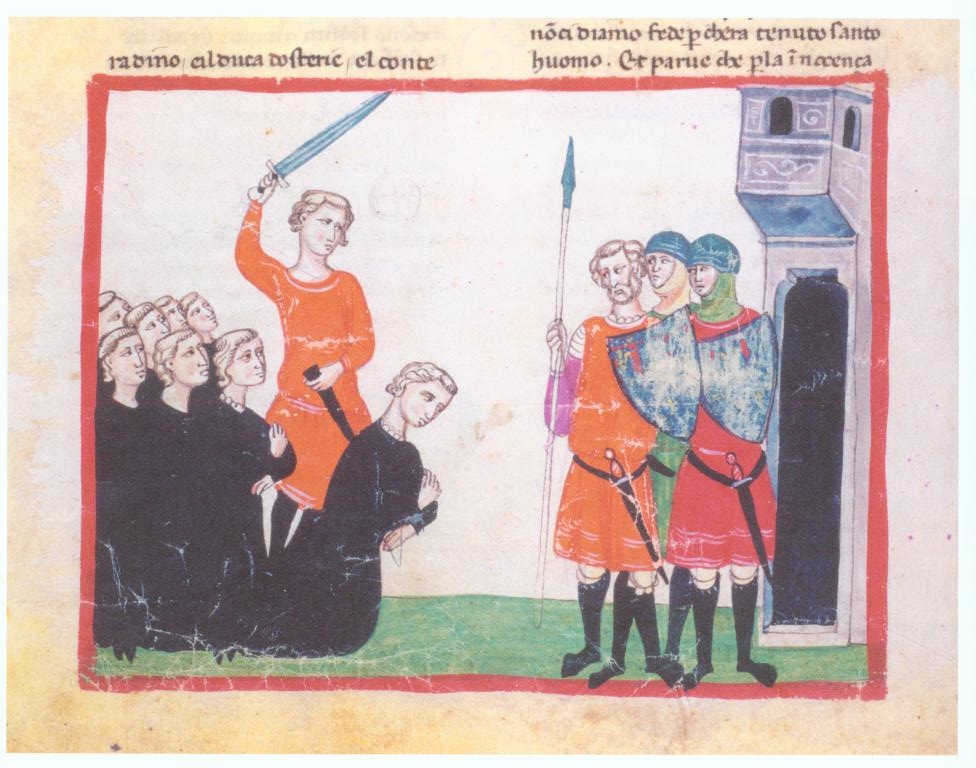
Decapitarea publică a lui Conradin în piața din Neapole în 1268 (miniatură din Chronica lui Giovanni Villani, secolul al XIII-lea, Vatican, Biblioteca Apostolica Vaticana, Cod. Chigi L VIII 296, fol. 112v).

### Capturarea și execuția
Deși inițial Conradin nu a fost capturat, Giovanni Frangipani l-a luat prizonier la cetatea Torre Astura, după care l-a predat lui Carol I de Anjou. Acesta l-a condamnat la moarte prin decapitare pe Conradin și pe unii dintre însoțitorii săi (Frederic de Baden-Austria, Frederic de Hürnheim, contele Wolfrad de Veringen și mareșalul său Conrad Kropf de Flüglingen). Pedeapsa a fost executată în public în Piazza del Mercato la Neapole pe 29  octombrie 1268.
Nu s-a putut clarifica dacă și în ce măsură a avut loc și un proces al celor condamnați. Nu este clar dacă lui Conradin i-a fost ridicată excomunicarea înainte de a fi executat. Totuși, lui Conradin i s-a refuzat înmormântarea creștinească nefiind înmormântat în vreun cimitir. Ulterior rămășițele lui Conradin și ale lui Frederic au fost înmormântate creștinește la Neapole, în Basilica Santa Maria del Carmine, conform dorinței Elisabetei de Bavaria, mama lui Conradin. Papa Clement al IV-lea a murit la o lună după execuția lui Conradin.
Totuși nu toți susținătorii și nu toți adepții lui Conradin au fost executați; cel mai proeminent exemplu este Henric de Castilia, senatorul Romei.
În arhiva de stat din Stuttgart se păstrează două pagini de pergament pe care Conradin și-a consemnat ultimele dorințe și câteva donații, care poartă data morții sale.

## Sfârșitul dinastiei Staufer
Conradin a fost ultimul moștenitor legitim în linia masculină directă al familiei Hohenstaufen. Au existat supraviețuitori nelegitimi, adică moștenitori născuți din relații nelegitime, precum Enzio al Sardiniei (c. 1215–1272), fiul nelegitim al lui Frederic al II-lea (bunicul lui Conradin) care a fost închis la Bologna până la moartea sa, și vărul său Conrad de Antiohia, care a murit în 1301. Doi dintre fiii săi au deținut funcția de Arhiepiscop de Palermo până în 1320. Descendenții de sex masculin ai regelui Manfred al Siciliei au murit toți întemnițați de Carol de Anjou sau retrași din societate. Henric, fiul lui Manfred, a murit ultimul în închisoare în Sicilia în 1318. Cu toate acestea, au existat încă descendenți pe linia feminină a familiei Staufer, care au stat la originea câtorva case nobiliare. Astfel Constanța de Sicilia (1249–1302), fiica cea mare a lui Manfred al Siciliei, s-a căsătorit în 1262 cu Petru al III-lea din Casa de Barcelona. Acesta a preluat tronul Siciliei când Carol I de Anjou a fost expulzat în 1282 după Vecerniile siciliene, invocând legătura sa cu dinastia Staufen. Un alt exemplu este Margareta de Sicilia care s-a căsătorit cu Albert al II-lea Degeneratul intrând astfel în Casa de Wettin. Descendenții lor includ principii electori de Wettin și ducii de Saxonia care sunt strămoșii Casei de Windsor.
Nici una dintre dinastiile germane nu a sfârșit precum dinastia Staufer: în sărăcie și în suferință, în închisoare, pe eșafod sau la spânzurătoare.

## Concluzii
Eșecul lui Conradin a fost menționat de istorie încă din Evul Mediu. În cronica sa Johannes von Winterthur (c. 1300–c. 1348) a descris cum un vultur a purtat sângele lui Conradin pe aripa dreaptă atunci când acestan a fost executat - o imagine simbolic-mitologică care sublinia nedreptatea evenimentului. Martinus Minorita relatează în cronica Flores temporum apariția unui fals Conradin despre care se spune că ar fi fost un fierar din Ochsenfurt, ceea ce demonstra la sfârșitul secolului al XIII-lea dorința de pace ce putea fi adusă de ultimul împărat Staufer. Această dorință a fost proiectată asupra lui Conradin ca și înainte asupra lui împăratului Frederic al II-lea, pe care oponenții săi îl considerau un Antihrist conform profeției lui Gioacchino da Fiore (1132–1202). Moartea lui Conradin este menționată într-o serie de alte cronici în care este înfățișat ca „bunul tânăr Staufer”, în contrast cu adversarul său Carol de Anjou, ceea ce a dus la apariția „mitului Staufer”.
Cronicarul italian Giovanni Villani a considerat că domnia plină de probleme a lui Carol de Anjou a fost o pedeapsă dată de Dumnezeu pentru comportamentul său crud față de Conradin. Johann von Viktring considera, de asemenea, uciderea tânărului nevinovat (iuventutis innocentis) ca fiind crudă. Trebuie totuși subliniat că în Regatul Siciliei au existat pedepse neobișnuit de dure în cazuri similare cu mult timp înainte (exemplul lui Frederic al II-lea din dinastia Staufer). Conradin însuși l-a executat pe mareșalul lui Carol de Anjou înainte de bătălia pierdută. În Divina Comedie Dante Alighieri se referă  la evenimentele din Regatul Siciliei din această perioadă, în special la Manfred al Siciliei.
În secolul al XIX-lea, Conradin a fost considerat ca purtătorul ideii naționale germane, fiind subliniată ideea că adversarii menținerii imperiului romano-german au fost cei care l-au ucis și că prăbușirea familiei Staufer și a „splendorii imperiului ” a fost consecința acestei crime considerate o piedică în calea formării unui puternic stat german.
După eșecul lui Conradin, nimeni nu a mai încercat să lupte pentru unirea Regatului Siciliei cu Sfântul Imperiu Roman. De asemenea, eșuarea acestei ultime încercări a pus capăt marelui pericol de care se temea papa: intrarea celor două mari teritorii sub o singură stăpânire.
Gajarea posesiunilor lui Conradin din Palatinatul Superior (în jurul Sulzbach-Rosenberg, în sud-vestul Bavariei și în Suabia bavareză) ducelui Ludovic al II-lea al Bavariei, a fost motivul pentru care Bavaria a revendicat ulterior aceste zone.